# 迫田守昭
迫田 守昭（さこだ もりあき、1945年9月24日 - ）は、広島県出身の野球指導者。
兄は「迫田兄弟」で名を馳せた高校野球指導者の迫田穆成。

## 経歴
6歳年上の兄・穆成の影響で野球を始める。
広島商業で活躍し、優勝旗を持ち帰った兄の穆成と間近に接し、熱狂に包まれた広島の街を見て、広商野球部に入ることを意識する様になった。中学校で野球部に所属し、外野手としてプレー。
穆成と同じく、広島商業高校に進学。野球部に入学するが50人の入部者の8割が退部し、選手不足だっため、捕手としてプレー。しかし、広島商業高校の低迷期に当たり、県大会のベスト8が最高だった。
一浪の末、東京六大学野球の慶應義塾大学に進学。兄の穆成は家業の洋服屋の継承のため、修行に出ており、弟たち（守昭は三男）に進学を促した。慶大では主にブルペン捕手や学年コーチ的な役割をこなし、公式戦の出場は新人戦のみであった。
大学卒業後は地元の広島に戻り、当時はまだ強豪ではなかった三菱重工広島に入社。選手としては4年程度所属し、26歳で同社のコーチに就任。主に選手のリクルート作業に当たり、都市対抗野球大会に未出場ながら、東京六大学や東都大学野球、関西六大学野球の選手をスカウトした。兄の穆成の教え子で、広島商業優勝の立役者の金光興二（法政大学）がプロ野球・近鉄のドラフト1位指名を断り入社している。1976年に同社の監督に就任し、3年目の1979年に都市対抗野球で初出場・初優勝を成し遂げる。翌年に監督を退任。廃部危機に陥った際に監督復帰し、1986年に都市対抗野球ベスト4に導き、退任。三菱重工には野球部から離れた後も定年まで勤務し、営業職として各地を飛び回っていた。
広島商業OB等からの要請もあり、2000年に55歳にして、広島商業高校の監督に就任。2002年春に選抜大会に出場し、ベスト8。2004年夏には岩本貴裕らを擁して16年ぶりの夏の大会に出場。この際の県大会決勝では兄の穆成が監督を務める、如水館高校を破っている。
2007年秋には広島新庄高校の監督に就任。迫田が就任した当時の広島新庄高校は広島県北の進学校で練習時間も2時間程度で部員も17人程度であった。就任してから3年連続で中国大会出場など甲子園に目前まで何回も迫る。甲子園出場は遠く、夏の大会では2012年秋、2013年春、夏には瀬戸内高校の山岡泰輔が立ちはだかり、広島新庄エースの田口麗斗と名勝負を繰り広げたが甲子園出場はならなかった。その次の秋には県大会、中国大会で勝ち星を積み重ね初の甲子園出場となった。2015年、2016年には堀瑞輝らを擁し夏の甲子園に2年連続出場。2016年には堀の好投でベスト16に入る。13年指導し、2020年3月31日を以て監督を退任。
広島新庄高校を退任後は福山市の社会人野球クラブチームの福山ローズファイターズ顧問に就任。
2022年4月からは福山市立福山高校野球部監督に就任。

## 著名な教え子

### 三菱重工広島
- 高木真一
- 金光興二

### 広島商業高
- 岩本貴裕
- 柳田悠岐

### 広島新庄高
- 田口麗斗
- 畝章真
- 堀瑞輝
- 花田侑樹